# Povstání kristerů
Povstání kristerů (španělsky: cristeros, česky též válka kristerů či kristiáda; 1926–1929) je označení pro povstání části katolických obyvatel Mexika proti protikatolické politice vlády prezidenta Mexika Plutarca Elíase Callese. Povstání mělo charakter několika lokálních povstání, které během roku 1926 postupně přešly do fáze občanské války.

## Příčiny povstání v kontextu mexické revoluce
Vztahy mezi mexickým státem a římskokatolickou církví byly jedním ze základních problémů mexických dějin po roce 1820. Především v době liberální reformy 50. a 60. let 19. století sílily snahy o omezení politického a hospodářského vlivu římskokatolické církve v zemi. Tato liberální politická linie byla postavena na představě, která v podstatě odpovídala postupné odluce církve a státu, inspirovala se v evropském osvícenství a pro mexické liberály se zdála klíčovou také v souvislosti s pozemkovým majetkem a hospodářským vlivem římskokatolické církve (dále jen církev). Od počátku se jednalo o kontroverzní politickou strategii. Liberální politiky vůči církvi neměly v této době zdaleka celospolečenskou podporu a budily obavy především v konzervativním politickém táboře, který byl tradičně církvi nakloněn. Tento politický konflikt během 60. let 19. století vyvrcholil občanskou válkou, spojenou s restauračními pokusy (znovuobnovení Mexického císařství) a zahraniční intervencí do Mexika. S nástupem režimu Porfiria Díaze (1873–1911) se vztahy mexického státu a církve opět stabilizovaly. Jak shrnuje M.J. Gonzáles:
| „ | Během porfiriátu církev posílila svou politickou a institucionální základnu zlepšením své administrativní struktury, zvýšením počtu kněží a laických pracovníků, otevřením nových seminářů a škol a podporou pracovních a zemědělských reforem. | “ |

Režim P. Díaze se během posledního desetiletí své existence potýkal s celou řadou problémů, které vyplývaly z postupné sociální změny, ke které v Mexiku docházelo, ale také z nedemokratické podstaty režimu samotného. Jednalo se především o procesy industrializace a urbanizace, které znamenaly vznik nových sociálních skupin obyvatelstva (například středních tříd a městského proletariátu). Dynamika těchto změn byla sice v řadě případů nastartována Díazovými vládami, ale na konci 19. století byla již mimo jejich kontrolu. Politická koalice o kterou se Díazův režim opíral se přitom skládala z bohatých latifundistů, armády, zahraničního kapitálu investujícího v zemi, ale také mexické katolické církve.
V roce 1910 Díazův režim padl pod tlakem politické opozice vedené liberálním politikem Franciskem Maderou. Madero zastupoval především zájmy mexických středních tříd a liberálních intelektuálů. Avšak v zemi ve stejné době existovalo již poměrně silné socialistické hnutí, které si získalo podporu nejenom ve městech ale také na venkově. Katolická církev sledovala revoluční dění s úzkostí, ale také v něm viděla příležitost ke vstupu do měnící se politické sféry. V roce 1912 založila politický subjekt Národní katolickou stranu (Partido Nacional Catolico), které se ve volbách do kongresu podařilo zvítězit ve státě Zacatecas a Jalisco. Madero a jeho stoupenci reagovali anulováním volebních výsledků.. Přestože spoluzakladatelem strany byl mexický arcibiskup, strana ale později neměla podporu katolického kléru.
Po provedení vojenského puče pod vedením bývalého porfiriofského generála Victoriana Huerty v únoru roku 1913, byl F. Madero zavražděn a revoluce přešla do otevřené občanské války. Huertovu protiústavní vládu přitom podporovali mimo představitelů latifundistů, zahraničního kapitálu a armády také vysocí představitelé katolického kléru 
| „                                        | Katolická církev nereprezentovala reakční sílu, která musela být zničena aby mohla revoluce pokračovat, ale spíše hlavního soupeře o vedení hnutí za společenskou změnu. | “ |
| — Robert Ai Camp v knize Crossing Swords | |   |

Proti Huertově režimu se zformovala poměrně široká koalice, která spojila svoje síly v Konstitucionální armádě pod vedením Venustiana Carranzy. Této koalice se účastnily také jednotky Emiliana Zapaty a Pancho Villy, kteří ideologicky reprezentovali nejradikálnější verzi řešení pozemkové otázky a práv indiánů na mexickém venkově, ale kteří ne zcela sdíleli proti-církevní postoje Obregóna nebo Carranzy.

### Ústava z roku 1917

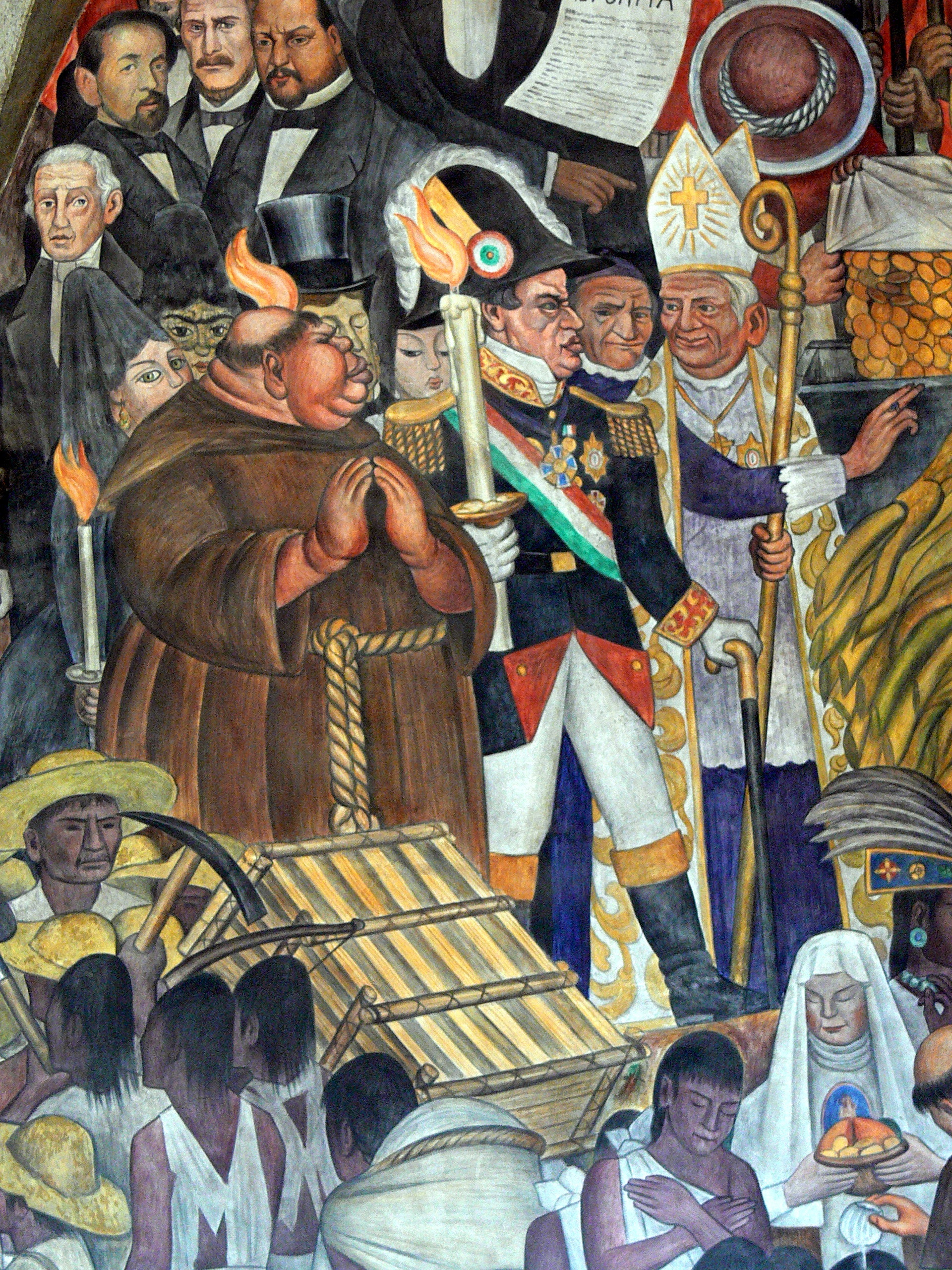
Soudobá Freska Diega Rivery ilustruje negativní vnímání římskokatolické církve v době mexické revoluce.

Mexická ústava z roku 1917 se stala hlavní příčinou a platformou sporu mezi státem a církví.Po porážce V. Huerty byl v roce 1916 svolán zákonodárný kongres, jehož úkolem bylo zakotvení nových politických změn do ústavní listiny. Volby do kongresu se konaly v atmosféře doznívajících bojů a následků občanské války, takže volební účast klesla pod 30 %. Kromě toho Carranzovi protivníci se voleb účastnit nesměli. Kongresu tak dominovali stoupenci V. Carranzy a politických zájmů mexických středních vrstev a inteligence (umírnění liberálové), a těch progresistů (zvaní jacobinos), kteří si katolickou církev spojovali s konzervatismem,odporem k modernizaci a s porfiriátem. Podle názoru Roberta A. Campiho mohl mít konflikt s církví také další dimenzi, kterou představovala její angažovanost v sociálních programech na venkově i ve městech v duchu encykliky Rerum Novarum papeže Lva XIII.(1891).V tomto smyslu představovala církev hlavního konkurenta, při rozhodování o tom, jakým směrem se bude mexická společnost ubírat.
| „                                                 | Církev reprezentovala konzervativismus a koloniální privilegia, a podporovala Huertovu kontrarevoluci. Mimo to všudypřítomný vliv církve, založený na třistaletém monopolu nad náboženstvím a vzděláním, ji umožňoval zpochybňovat revoluční iniciativy. Nová konstituce představovala možnost kodifikovat státní kontrolu nad církví a zachování nového revoluční řádu. | “ |
| — Michael Gonzáles v Mexican revolution 1910–1940 | |   |

Článek 130 mexické ústavy z roku 1917 se dotýkal některých nejdůležitějších aspektů vztahu mezi církvemi (nikoliv jen římskokatolickou církví, ale všemi církvemi v zemi). Církve a církevní představitelé podle něj neměli právo kritizovat základní zákony země, či zpochybňovat autoritu vlády. Církevní hodnostáři byli podřízeni občanským zákonům, sňatek byl prohlášen za občanský svazek a federální vláda získala exekutivní moc nad záležitostmi církví. Státní legislativa mohla také určovat počet kněží ve své jurisdikci a konečně také kněžská funkce byla omezena jen na mexické občany. Článek 27 potom omezoval vlastnická práva církví nejen nad pozemky ale i nad nemovitým majetkem včetně kostelů, jež byly vyhlášeny za vlastnictví státu. Konečně článek 3 se týkal sekularizace vzdělání, které bylo vyjmuto z vlivu církve.
Katolická církev zaujala k ústavě od počátku nesouhlasné stanovisko a označila ústavu za „škodlivou“.

### Zhoršování vztahů mezi revolučním státem a církví 1918–1926

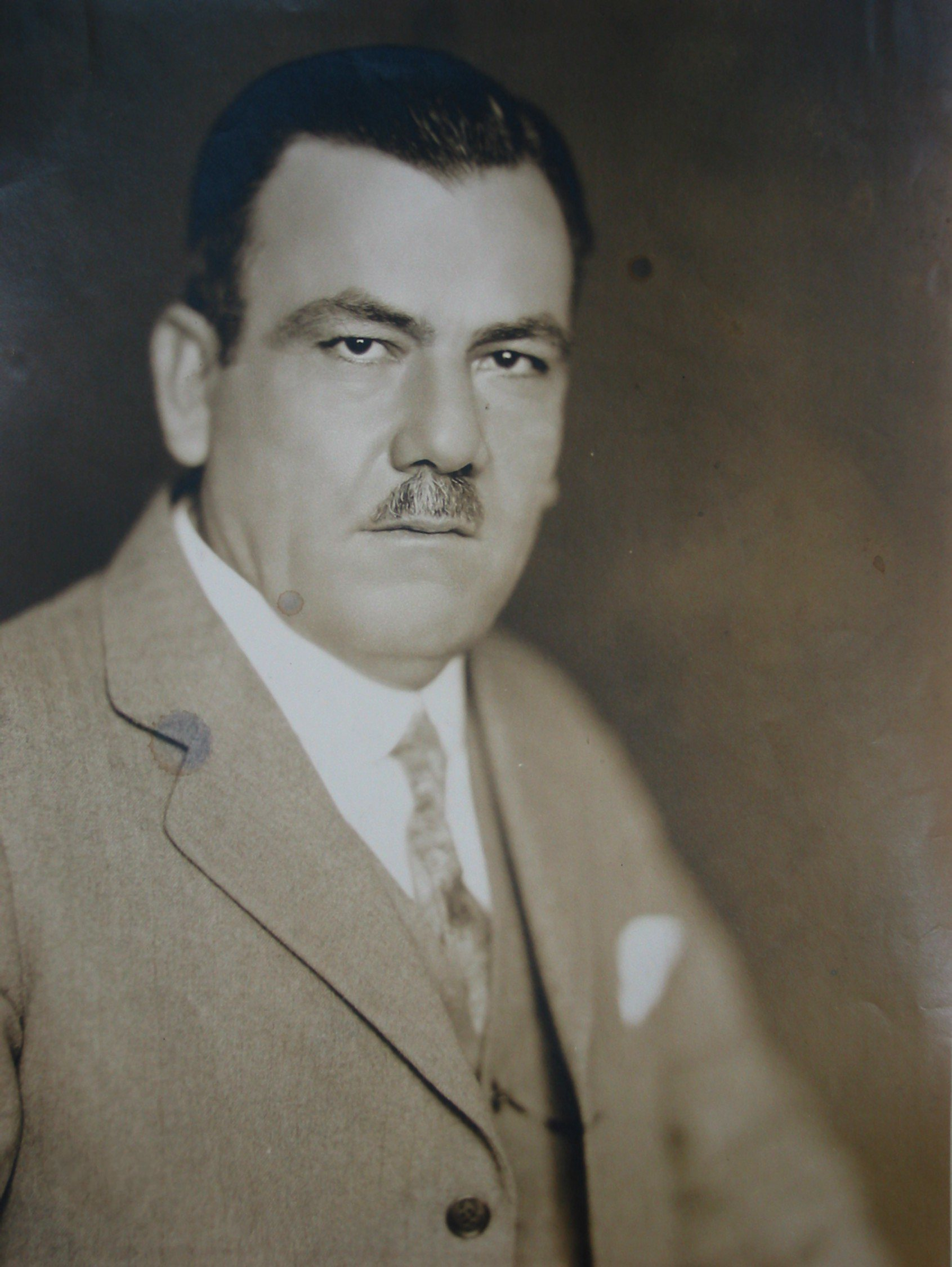
Prezident Plutarco Elías Calles patřil do tábora mexických jacobinos, kteří představovali tvrdou proti-církevní linii mexické revoluce.

V letech 1918–1924 nedošlo k doslovnému provádění těchto článků mexické ústavy. Álvaro Obregón, ač byl sám původně v táboře jacobinos, se jako prezident Mexika v letech 1920 až 1924, rozhodl k umírněnému postupu v souvislosti s vlastním prováděním ústavy. To ale neznamenalo, že by v Mexiku nedocházelo k často i násilným projevům protikatolických nálad. V roce 1921 došlo v souvislosti s protesty katolíků k pouličním srážkám mezi socialisty a katolíky v Morelii při kterých zemřelo asi 50 lidí. Ve stejném roce v kostela Panny Marie z Guadalupe v hlavním městě Mexiku explodovala bomba ukrytá pod oltářem.
V době vlády Obregónova nástupce Plutarca Elíase Callese (1924–1928) dostala otázka vztahů mezi církví a mexickým státem do další fáze. Během roku 1925 došlo hned k několika událostem, které přispěly k zostření sporu. Vláda podpořila schizmatického patriarchu José Joaquina Peréze, jež odmítal autoritu Říma a prohlašoval celibát za nemorální. Biskup z Huejatly zakázal svým kněžím poslušnost zákonům, které se protivily církevnímu výkladu. Ve státě Tabasko bylo povoleno vykonávat kněžský úřad jen ženatým kněžím.. Na začátku roku 1926 mexický arcibiskup Mora y del Río veřejně (na stránkách novin El Universal) prohlásil, že církev by měla odmítat provádění proti-církevních článků ústavy.. V reakci na to Calles nařídil uzavření některých katolických konventů a kostelů, 156 škol a sirotčince ve Victorii a nemocnice v Guadalajaře.. Během února a března 1926 pokračovalo další zabavování církevního majetku a provádění článků 2, 37 a 130 mexické ústavy po celém území federace.
Církev a její stoupenci odpověděli založením Ligy na obranu náboženské svobody (Liga nacional para la defensa de la libertad religiosa), „organizace, jež ventilovala zlost městských katolíků a opakovala ve svých manifestacích, deklaracích a sloganech to, co církevní hierarchie uváděla ve svých pastorálních dopisech, diecézních poselstvích a na kazatelnách po celé zemi.“, jak ji charakterizovali H. Camín a L. Meyer.
14. června 1926 byl schválen tzv. Callesův zákon (přesněji Zákon o reformě trestního zákoníku), který blíže specifikoval provádění těch bodů ústavy týkající se vztahů církví a státu. Mimo jiné stanovoval, že učitelé nemohli být zároveň kněžími, kněží se nesměli vyjadřovat k respektive kritizovat vládu nebo ústavu (trest za to byl od 1 do 5 let), kněžím bylo zakázáno nosit na veřejnosti kněžský oděv (pod pokutou 500 pesos), vláda si osobovala právo k uzavření jakéhokoliv kostela v zemi, kněží museli být registrováni u státních autorit.. V této situaci reagovala Liga na obranu svobody náboženství vyhlášením ekonomického bojkotu. Dne 24. června 1926 mexičtí biskupové se souhlasem papeže Pia XI. pozastavili sloužení bohoslužeb a dalších církevních rituálů v celé zemi.. Katolická církev a Liga se dále snažily pomocí petice dosáhnout změny ústavy, což ale mexický parlament odmítl, s odkazem na to, že kněží se nesmějí účastnit politického procesu .

## Povstání kristerů (1926–1929)

### Charakteristika povstání

Reprodukce vlajky užívané kristery

Suspenze katolických bohoslužeb a dalších úkonů (například křty a pohřby) vyvolala bezprostřední odezvu především na mexickém venkově v podobě lidového povstání, které záhy přešlo v tak zvanou kristiádu. Tato v první fázi izolovaná povstání lokálního charakteru zaplavila především státy Colima, Jalisco, Guanajuato a Michoacán ve středo-západě země. Povstání byla bezprostřední reakcí a zaskočila obě strany konfliktu, jak katolickou církev i tak Callesovu vládu. Na začátku nešlo ale o organizované a jednotné hnutí, které by systematicky koordinovalo svojí činnost a stanovilo si konkrétní politický program. K těmto pokusům došlo až později. Nicméně proticírkevní politika revoluční vlády, jejímž těžištěm byla doposud spíše mexická města, nebyla často jediným důvodem k povstání. Kořeny povstání měly také svůj vztah k široké škále postojů, zkušeností a chápání vládní pozemkové a zemědělské reformy ze strany konkrétních vesnických komunit. Jak argumentuje například Jennie Purnell lidové postoje se často lišily právě v otázce pozemkové a zemědělské reformy:
| „ | Pro některé komunity a frakce uvnitř komunit nabízel program zemědělské reformy možnost navrácení ztracené půdy a antiklerikalismus se stal nástrojem, jak vyjádřit pohrdání lokálními autoritami. Pro jiné obě politiky přestavovaly ohrožení pro zdroje komunity, pro jejich chápání vlastnických práv a pro instituce nábožensko-politické autority. | “ |

Jinými slovy, mexický venkov byl v obou klíčových otázkách mexické revoluce (vztah církve a státu a pozemková reforma) názorově značně roztříštěn. Motivy, cíle i forma povstání se tak lišily v jednotlivých státech. Relativně centrálně organizované bylo povstání například v Colimě, zatímco v Michoacánu bylo koordinováno jen v některých částech státu a celkově postrádalo jednotné vedení. Význam postojů k pozemkové reformě se zde projevil v angažovanosti některých rancheros v povstání. Jak uvádí Ch.R. Boyer existovala také poměrně velká propast mezi motivy povstalců z řad lidových vrstev a katolickými i církevními vůdci, kteří se stali mluvčími povstání nebo povstání interpretovali ve smyslu boje za svobodu náboženství. K povstaleckému vojsku se přidali někteří generálové (například Enrique Gorostieta), kteří v minulosti sloužili ve federální armádě Victoriana Huerty nebo Porfirio Díaze, což povstání dodalo protirevoluční a konzervativní podstatu alespoň v očích oponentů.

### Průběh první fáze povstání 1926–1927

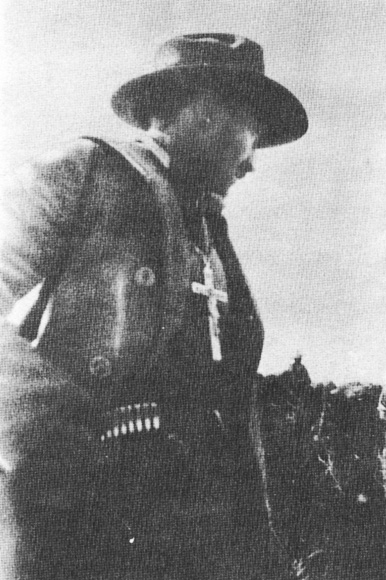
Generál Enrique Gorostieta y Velarde

Povstání přešlo během roku 1926 v guerillový typ občanské války. Povstalecké jednotky měly od počátku problém s nedostatkem munice a zbraní. V roce 1926 čítala povstalecká armáda na 12 000 vojáků, Callesova vláda měla na začátku roku 1927 asi 50 000 mužů. Tato forma vedení války se stala pro vládní armádu závažným problémem, i přes početní a technologickou převahu. Konflikt byl doprovázen řadou násilností vůči místními obyvatelstvu, kterých se dopouštěly obě strany konfliktu. V lednu 1927 povstalci kontrolovali vesnice León, Guanajuato a Atotonilko v Jalisku, kde popravili neurčený počet vládních úředníků. Následně vládní vojáci popravili 45 katolíků obviněných z protistátní činnosti. Hlavní strategie povstalců spočívala v přepadání vlaků. Například v dubnu 1927 kristerové pod vedením otce Josého Reyese Vegy a Victoriana Ramiréze přepadli vlak mezi hlavním městem Mexikem a Guadalajarou. Kristeros zabili posádku, stráže a všech 113 pasažérů. Zainteresovaní katolického kněze v tomto incidentu, vedlo vládu k obvinění špiček katolické církve z podpory povstání. Mexický arcibiskup José Mora y del Rio obvinění odmítl ale zároveň prohlásil, že katolíci mají právo bojovat za svou víru. On a dalších několik prelátů bylo následně mexickou vládou deportováno. V této době dosáhly represe vrcholu. Došlo k vraždám kněží, ničení kostelů a popravám podezřelých ze sympatii s povstalci.

### Postoje katolické církve k povstání

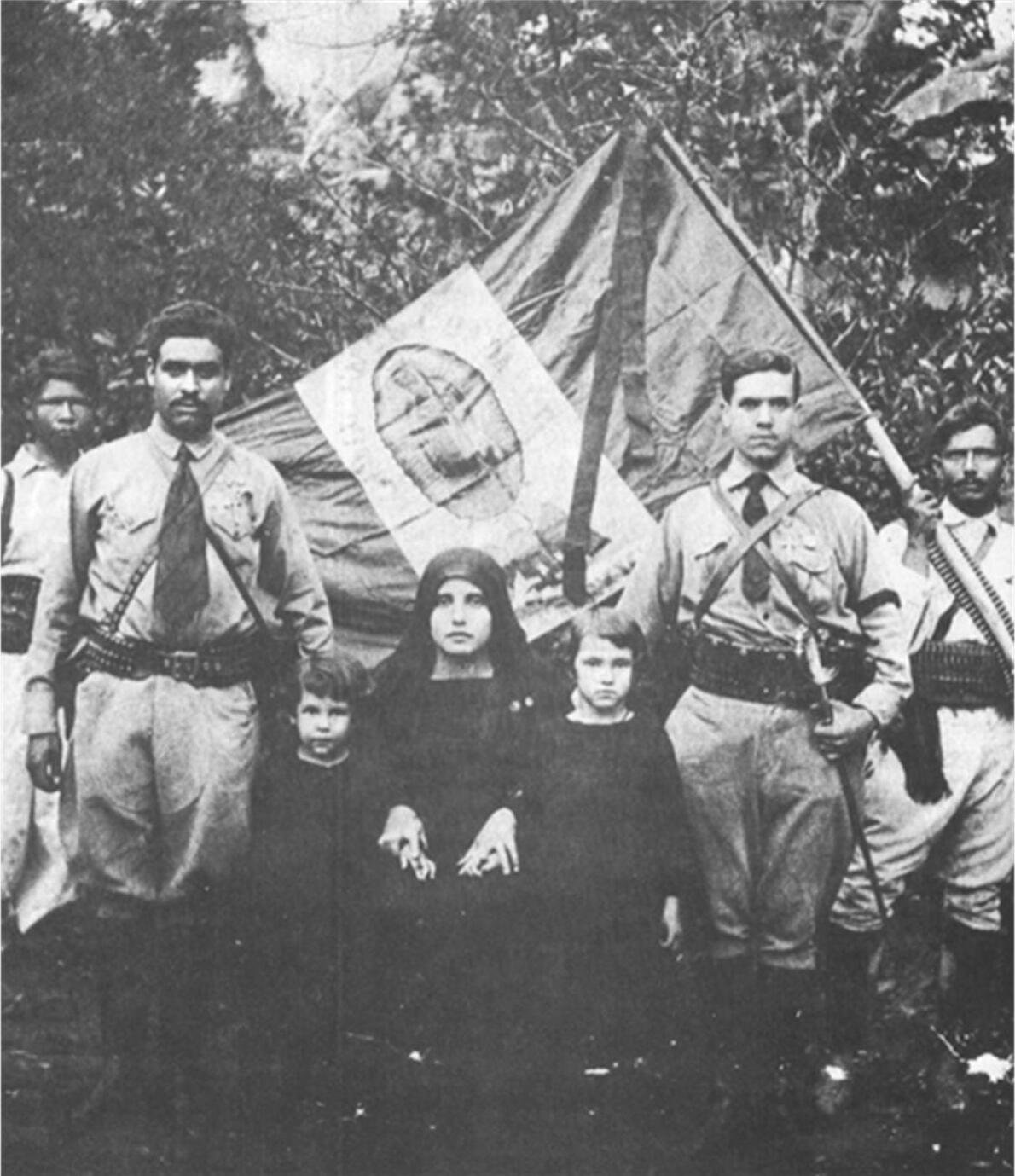
Vůdci kristerů z regimentu Castaňon s kristerovkou vlajkou (1926).

Postoje katolické hierarchie k povstání byly značně ambivalentní. Na jedné straně se katolická církev snažila distancovat od násilí, ke kterému během povstání a následné války docházelo na obou stranách. Papež Pius XI. dával jednoznačně přednost kompromisnímu a mírovému řešení, po případě pasivní rezistenci. Guerillová válka znamenala pro církev celou řadu morálních problémů. Ačkoliv se hlava katolické církve v Mexiku – mexický arcibiskup osobně neangažoval v povstání ani v guerillové válce, vyjádřil povstalcům nepřímo podporu, když se vyjádřil v tom smyslu, že katolíci mají právo bojovat za svou víru. Mexičtí biskupové zaujali zdrženlivé stanovisko ale alespoň dva katoličtí kněží se kristiády osobně účastnili v řadách povstalců (vedle José Reyese Vegy také Aristeo Pedroza). Právě angažovanost José Reyese Vegy vedla Callesovu vládu k dalšímu přitvrzení persekuce proti katolické církvi. Jean Meyer ve své vlivné studii o povstání kristerů došel k závěrům, že většina katolických kněží byla vůči povstání nepřátelská. Meyer tvrdí, že v lednu 1927 z celkem 3600 katolických kněží v zemi, bylo 5 aktivními účastníky povstání.

### Snahy o kompromis
Na podzim roku 1927 začalo být jasné, že vypořádání se s guerillovou válkou se nedaří, tak lehce, jak vláda předpokládala. Obregón, který se měl stát znovu mexickým prezidentem jako nástupce P. Callese, neměl zájem na prodlužování konfliktu, který zemi značně vyčerpával a oslaboval postavení revoluční vlády. Tyto prvotní snahy ale přerušil neúspěšný atentát na generála A. Obregóna v listopadu 1927. Čtyři atentátníci a kněz Miguel Pro Juaréz, který s pokusem o atentát neměl nic společného, byli popraveni. Nicméně i poté si Obregón uvědomoval nutnost kompromisu a během roku 1928 volal po umírněnějším postoji vlády ve vztahu k povstalcům i k římskokatolické církvi. V červenci 1928 byl však zabit katolickým radikálem José de Léon Toralem. Obregónovo zabití tak dohodu znemožnilo.

### Poslední fáze konfliktu 1928–1929
| „                                        | V každém případě to, co zabránilo kristerům ve vítězství, byl spíše nedostatek zbraní a jednoznačné podpory biskupů, než vojenská síla režimu. | “ |
| — A. J. Joes v knize Resisting Rebellion | |   |

Během roku 1928 a 1929 se vládní vojska pokusila o neúspěšnou ofenzívu proti povstalcům. V roce 1928 došlo také ke snahám o větší koordinaci a zformulování požadavků kristerů, ve formě 15 bodového programu.Nicméně v této fázi války se povstalcům nedařilo získat podporu ze strany amerických katolických organizací, které doposud částečně jejich boj finančně podporovaly. Kromě toho neměli podporu, jak ze strany katolického kléru, tak ze strany některých prominentních katolíků, kteří se přidali na stranu vlády a řešení viděli v kompromisu. Přes postupné oslabování se ještě v březnu roku 1929 povstalcům pod velením José Reyese Vegy podařilo zvítězit nad vládními vojsky u Tepatitlánu ve státě Jalisco. Z vládní perspektivy se dohoda o ukončení konfliktu stala prioritou v situaci, kdy se objevovaly politické spory mezi dřívějšími obregonisty a Callesem, a v době, kdy se začínala projevovat světová ekonomická krize. Americký velvyslanec v Mexiku Dwight Morrow inicioval počátek jednání mezi všemi stranami konfliktu: mezi mexickou vládou, lídry kristeros a mexickými biskupy. Prezident Emilio Portes Gil následně uznal právo biskupů na jmenování kněží a také právo katolických občanů na petice, nicméně ústava z roku 1917 změněna nebyla. Pro řadu kristerů byla tato dohoda hořkým zklamáním. Kromě toho se jednalo o nepsanou dohodu. I přes sliby amnestie prezidenta Portese Gila vládní vojska přistoupila k likvidaci vůči kristerům, kteří se jí vzdali. Asi 5000 kristerů a jejich vůdců bylo zastřeleno.

## Následky konfliktu a hledání modu vivendi mezi státem a církví 1929–1940
| „                                    | Musíme vystoupit a odebrat jim kontrolu nad myslí dětí a nad vědomím mládeže, neboť ty patří a mají patřit revoluci. | “ |
| — Elías Plutarcho Calles v roce 1934 | |   |

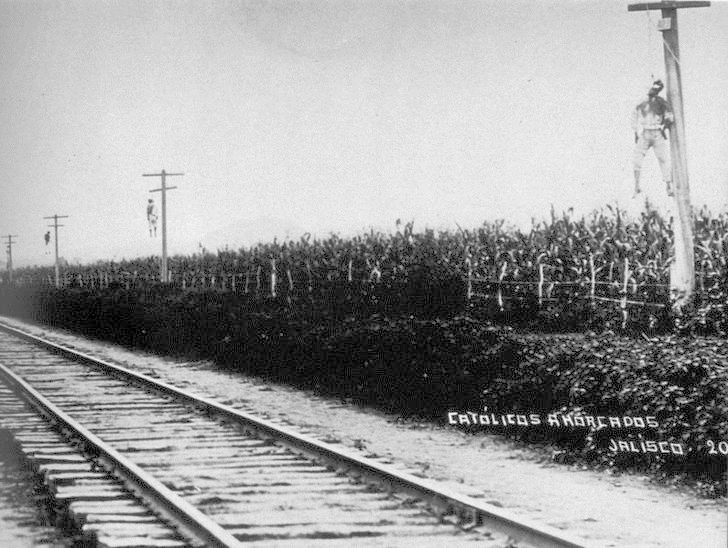
Oběšení kristeři na telegrafních sloupech

Uzavření kompromisu a následná likvidace kristerovského hnutí ze strany vlády, nevedla k ukončení proti-církevní politiky v Mexiku, jelikož kompromis v podstatě neřešil hlavní příčiny konfliktu. Vláda se nevzdávala svého původního cíle, kterým bylo získat plnou kontrolu nad římskokatolickou církví. Kromě toho sporná ústava zůstala v platnosti beze změny. Spor však přešel do nové etapy.
Kristiáda si vyžádala celkem asi 90 000 obětí, toto číslo ale zahrnuje podle Roberta L. Scheiny kromě mrtvých také ty občany Mexika, kteří v důsledku konfliktu a perzekucí, jež konflikt doprovázely, emigrovalo nebo bylo vyhoštěno. Katolickou církev proticírkevní politika revolučního režimu silně zasáhla. V roce 1926 bylo v Mexiku kolem 4500 kněží, v roce 1935 mělo jenom 334 kněží státní příslib (či licenci) k vykonávání svého úřadu.Tento dramatický úbytek byl výsledkem emigrace, vyhoštění a také zabíjením kněží.. Podle Baltimor Catholic Review bylo v letech 1926–1934 v Mexiku zabito nejméně 40 katolických kněží.
Až do roku 1937 pokračovala proticírkevní politika, kterou zahájil v roce 1926 P. E. Calles. Státní úřady využívaly v rámci této politiky všechny možné nástroje k tomu, aby vliv katolickou církve a náboženství v mexické společnosti umenšily a podřídily ji vlivu státu. Například v roce 1934 guvernér státu Veracruz odepřel státní souhlas 187 z 200 kněží ve státě (tito museli stát následně opustit). V polovině států federace neměli v roce 1934 ani jednoho státem uznávaného kněze. Ve 13 státech federace byly uzavřeny téměř všechny kostely. Docházelo k přejmenovávání ulic a míst s náboženskými jmény. Dokonce i španělské slovo „adios“ (sbohem) bylo pro svůj původně náboženský smysl zakázáno. Úřady také uzavřely všechny kněžské semináře, čímž chtěly zabránit nárůstu počtu katolického kněžstva v zemi.
V roce 1937 došlo ke dvěma zlomovým událostem, které ve svých důsledcích vedly k novému modu vivendi mezi římskokatolickou církví a mexickým státem. Za prvé nejvyšší soud Mexika prohlásil rozhodnutí státu Chihuahua dát povolení k vykonávání kněžského úřadu jednomu knězi za svévolné. Za druhé, došlo k znovuotevření některých kostelů v zemi. Cárdenasova administrativa se očividně snažila zabránit opakování konfliktu z let 1926–1929 a k otázce vztahu mezi církví a státem se stavěla mnohem pragmatičtěji. Podle R.A. Campiho lze v této době sledovat vznikání širokého národního, regionálního a lokálního kompromisu, který je možno ilustroval podporou mexické římskokatolické církve Cárdenasově nacionalizaci ropného průmyslu v zemi v roce 1938. Součástí tohoto kompromisu bylo také stažení se ze sekulární (politické) oblasti, kterou církev přenechala laikům. Papež Pius XI. v encyklice o náboženské situaci v Mexiku Nos es muy conocida (1937) nabádal mexické katolíky, aby se zdrželi násilných aktů proti státní moci, a vyzval je k účasti ve volbách, i když významnou část dokumentu věnoval tématu obrany náboženských práv a svobod.
Cárdenasův nástupce v úřadu prezidenta Mexika Manuel Avila Camacho, sám věřící katolík, potom položil konkrétní základy nového modu vivendi mezi katolickou církví a mexickým státem svým prohlášením „Jsem věřící.“, které mělo přispět k celospolečenskému smíru. Jeho vláda zrušila kontroverzní části článku 3 ústavy z roku 1917.
Povstání kristerů zanechalo v mexické společnosti hluboké stopy a dlouhou dobu bylo tabuizováno nebo vykládáno jednostranně. Od 70. let 20. století se v historiografii objevily první pokusy o více vyváženější revizi pohledu a interpretace povstání kristerů i nové úvahy o roli a významu náboženství a lidové zbožnosti v mexické revoluci. Také římskokatolická církev se k tématu kristiády a konfliktu mezi státem a církví vrátila, když papež Jan Pavel II. v roce 2000 kanonizoval několik účastníků povstání nebo obětí revolučních represí.

### Odborná literatura
- BOYER, Christopher Robert. Becoming Campesinos: Politics, Identity and Agrarian Struggle in Postrevolutionary Michoacán, 1920–1935. Stanford : Stanford Un.Press, 2003. ISBN 978-0-8047-4356-3, (anglicky).
- CAMP, Roderic Ai: Crossing Swords.Politics and Religion in Mexico. New York : Oxford University Press, 1997. ISBN 978-0-19-510784-5, (anglicky).
- CAMÍN, Hector Aguilar – MEYER, Lorenzo. In the Shadow of the Mexican Revolution: Contemporary Mexican history, 1910–1989. Austin : Un. Press Texas, 1993. ISBN 978-0-292-70451-0, (anglicky)
- GONZÁLES, Michael J.. The Mexican Revolution 1910–1940. Albuquerque : UNP Press, 2002. ISBN 978-0-8263-2780-2, (anglicky).
- JOES, Anthony James. Resisting Rebellion: The History and Politics of Counterinsurgency. Lexington : Kentucky Un. Press, 2006. ISBN 978-0-8131-9170-6, (anglicky).
- MEYER, Jean A.. Cristero Rebellion. Mexican People Between Church and State, 1926–1929. Cambridge : Cambridge Un. Press, 2008. ISBN 978-0-8047-4356-3 (anglicky).
- PURNELL, Jennie. Popular Movements and State Formation in Revolutionary Mexico: the Agraristas and Cristeros of Michoacán. Durham : Duke University Press, 1999. ISBN 978-0-8223-2314-3, (anglicky).
- SCHEINA, Robert L.. Latin America's Wars: The Age of the Professional Soldier. Dulles : Brassey's, 2003. ISBN 978-1-57488-452-4, (anglicky).

### Odrazy mexické války v beletrii
- GREENE, Graham. Moc a sláva. Praha : Vyšehrad, 1990. Přeložila Hana Žantovská. (3. vydání) . ISBN 80-7021-022-2.